# Christian Durieux
Pour les articles homonymes, voir Durieux.
Christian Durieux, né le 18 janvier 1965 à Uccle (province de Brabant), est un auteur de bande dessinée belge francophone.

## Biographie

### Jeunesse
Christian Durieux naît le 18 janvier 1965 à Uccle,, une commune bruxelloise. Il aime la bande dessinée depuis sa plus tendre enfance. À l'âge de cinq ans, il reçoit son premier album Tintin en Amérique. Au collège, sur le temps de midi, il suit un cours de bande dessinée animé par Bosse et Watch. La lecture d'Ici même de Jacques Tardi et Jean-Claude Forest dans (À suivre) l'impressionne très fort. À l'âge de treize ans, il présente ses premières planches chez Spirou où le rédacteur en chef Alain De Kuyssche lui accorde une heure de son temps à lui prodiguer des conseils. Il suit des cours en académie, à Bruxelles, tout d'abord chez Guy Brasseur, qui avait fait partie du studio Greg et ensuite, il suit les cours d'Eddy Paape à l’académie de Saint-Gilles. Il poursuit ses études et passe une licence de lettres (philologie romane), qu'il complète par son inscription à l’École d’arts graphiques et de bande dessinée à Saint-Luc qu'il fréquente pendant un an. Il l'abandonne au bout d'un an, se considérant trop vieux pour les études. Il effectue le traditionnel tour des maisons d'édition.

### Carrière
Christian Durieux  dessine La Vie royale, une courte biographie d'André Malraux sur un scénario de Luc Dellisse dans Tintin reporter en 1989 et deux ou trois autres histoires pour ce support. Il réalise bon nombre d'illustrations notamment pour Duculot et des travaux publicitaires qui complètent son apprentissage. Il rencontre Jean Dufaux lors d'une émission de radio avec lequel il s'associe pour la série Avel publiée dans la collection « Grafica » aux éditions Glénat de 1991 à 1994. Ce thriller permet au dessinateur d'exploiter son goût pour les espaces vides et mystérieux des côtes du Nord, son intérêt pour les personnages complexes et une certaine idée du romantisme. Après ce cycle de quatre albums, Durieux s'associe à nouveau avec Luc Dellisse dans le thriller futuriste et fantastique Foudre chez Le Lombard entre 1996 et 1998. Il publie un court récit sur scénario de Denis Lapière dans Spirou en 1998. L'année suivante, il commence une nouvelle série Columbia sur des scénarios de Jean-Luc Cornette dans le même journal (2 albums, Delcourt, 2003-2004) et il réalise son premier roman graphique Benito Mambo chez Les Humanoïdes associés en 1999. En 2000, il publie le premier album d'une trilogie réaliste Mobilis sur des scénarios de Andreas chez Delcourt et crée une nouvelle série jeunesse Oscar avec Denis Lapière dans Spirou, les albums sont publiés chez Dupuis (2001-2008). Parallèlement en 2005, il signe un one shot avec Jean-Luc Cornette Central Park, un conte amoureux chez Dupuis, album charnière qui lui permet de rassembler des morceaux de « styles ». Durieux signe en compagnie de Jean-Luc Englebert une série jeunesse : Gusgus (3 albums, Dupuis, 2007-2009).
À partir de 2008, en compagnie de Jean-Pierre Gibrat, il entame une quadrilogie Les Gens honnêtes dans la collection « Aire libre ». En 2009, deux livres paraissent simultanément aux éditions Futuropolis : l'un comme scénariste, La Maison d'Éther, en collaboration avec son ami Denis Larue (co-scénario et dessin), l'autre comme dessinateur, Appelle-moi Ferdinand, avec, au scénario Hervé Bourhis et Christophe Conty. En 2010, il participe à un collectif scénarisé par Rudi Miel Rebonds pour la Commission européenne et signe le scénario d'une fable politique Félix ou le grand non, pour Bruno Wesel et publié par Quadrants.
Durieux publie encore d'autres romans graphiques Le Pont (Futuropolis, 2007) et réalise par la suite Un enchantement (Futuropolis, 2011), jeu de séduction érudit et onirique se déroulant lors d'une nuit passée au Musée du Louvre. Puis, il publie successivement Le Captivé (Futuropolis, 2014, scénario de Christophe Dabitch), Geisha ou Le jeu du Shamisen (2 volumes chez Futuropolis, 2017-2018, sur un scénario de Christian Perrissin).
En 2020, Christian Durieux réalise en couleur directe son propre Spirou, Pacific palace, où il met en scène un Spirou amoureux de la fille d'un dictateur en fuite réfugié dans un palace, la prépublication est faite dans Spirou. Il y donne un épilogue avec le court récit de huit planches intitulé Souvenirs du Pacific Palace dans le Spirou no 4317 en 2021. Cet album a inspiré deux chansons Blue Night et Sweet Lena au groupe Cocoon,. La même année, il publie Le Faux Soir chez Futuropolis avec Denis Lapière, Sébastien Gnaedig et Daniel Couvreur, le récit met les auteurs en situation, album qui sera récompensé de plusieurs prix. En 2022, il met en couleur l'album de Gérard Mordillat et Sébastien Gnaedig en collaboration avec Francesca Ulysse Nobody publié chez Futuropolis et publie une tranche de vie une adaptation du roman de Jean-Paul Dubois écrite par Didier Tronchet La Vie me fait peur également publiée chez Futuropolis. En 2023, il contribue au one shot Miséricorde scénarisé par Jean Van Hamme publié aux éditions Dupuis. Il s'attèle à la mise en image d'un ouvrage de vulgarisation L'Éternité béante : Et si Einstein revenait ? écrit conjointement par Étienne Klein et Laurent-Frédéric Bollée, publié aux éditions Futuropolis en 2024,,.

### Vie privée
Christian Durieux a longtemps demeuré à Bruxelles avant de déménager près de Bordeaux en 2008. Il y séjourne encore en 2018.

## Œuvres

### Albums de bande dessinée

#### One shots
- Benito Mambo[59], Les Humanoïdes associés, coll. « Tohu Bohu », février 1999
Scénario et dessin : Christian Durieux -  (ISBN 2-7316-1370-X)[60].
- Central Park[61],[62], Dupuis, coll. « Expresso », Marcinelle, avril 2005
Scénario : Jean-Luc Cornette - Dessin et couleurs : Christian Durieux -  (ISBN 2-8001-3673-1).
- Le Pont[63], Futuropolis, octobre 2007
Scénario, dessin et couleurs : Christian Durieux -  (ISBN 978-2-7548-0087-7).
- Appelle-moi Ferdinand[64], Futuropolis, Paris, 27 août 2009
Scénario : Hervé Bourhis et Christophe Conty - Dessin et couleurs : Christian Durieux -  (ISBN 978-2-7548-0240-6)
- La Maison d'Éther[65], Futuropolis, Paris, 27 août 2009
Scénario : Christian Durieux et Denis Larue - Dessin et couleurs : Denis Larue -  (ISBN 978-2-7548-0022-8)
- Félix ou le grand non[66], Quadrants, coll. « Azimut », 27 janvier 2010
Scénario : Christian Durieux - Dessin et couleurs : Bruno Wesel -  (ISBN 978-2-302-00946-2)
- Un enchantement[67],[68],[69], Futuropolis et Louvre éditions, octobre 2011
Scénario, dessin et couleurs : Christian Durieux -  (ISBN 978-2-7548-0608-4)
- Le Captivé[70],[71], Futuropolis, Paris, 5 mai 2014
Scénario : Christophe Dabitch - Dessin : Christian Durieux -  (ISBN 978-2-7548-0980-1).
- Pacific Palace[72],[73],[74],[75],[76], Dupuis, Marcinelle, janvier 2021
Scénario, dessin et couleurs : Christian Durieux -  (ISBN 979-1-0347-3269-2).
- Le Faux Soir[77],[78],[79], Futuropolis, Paris, 26 novembre 2021
Scénario : Denis Lapière - Dessin : Christian Durieux - Couleurs : noir et blanc -  (ISBN 978-2-7548-3077-5),Documentation : Daniel Couvreur.
- La Vie me fait peur[20],[80],[81],[82], Futuropolis, Paris, 24 août 2022
Scénario : Didier Tronchet, d'après le roman de Jean-Paul Dubois - Dessin et couleurs : Christian Durieux -  (ISBN 978-2-7548-2901-4)
- L'Éternité béante : Et si Einstein revenait ?[83], Futuropolis, Paris, 11 septembre 2024
Scénario : Étienne Klein et Laurent-Frédéric Bollée - Dessin et couleurs : Christian Durieux -  (ISBN 978-2-7548-4209-9)
- Le Jour avant le bonheur, Futuropolis, Paris, 20 août 2025
Scénario : Didier Tronchet - Dessin et couleurs : Christian Durieux -  (ISBN 978-2-7548-4196-2) — Adapté de Erri De Luca.

### Revues

#### Je bouquine
- En 1995 : Publication dans Je bouquine[84] no 131.

#### Toutalire
- En 2003 : Publication dans Toutàlire nos 5, 6, 9.

#### Kramix
- En 2010 : Publication dans Kramix no 2 de mars-avril 2010 des éditions Le Lombard : Témoin que rien[85],[86], scénario : Koala l’Impur.

### Para-BD
À l'occasion, Christian Durieux réalise des portfolios, ex-libris, affiches, cartes ou cartons, jaquettes, marque-pages et posters. Il réalise également des pochettes de CD ainsi que des affiches de festivals de bande dessinée.

## Expositions
- Exposition de Graphic-novel : Geisha, Brême, du 27 février au 5 avril 2018.
- Geisha ou le jeu du Shamisen » t. 2, galerie PerspectivesArt9, Genève, vernissage le 19 avril 2018 [96].
- Geisha ou le jeu du Shamishen, une expo Christian Durieux, Centre belge de la bande dessinée, Bruxelles, du 2 mai au 24 juin 2018[97].
- Pacific Palace, Galerie Champaka, Bruxelles du 14 janvier au 6 février 2021[98].

## Récompenses
- 2022 :  prix Atomium : prix cognito de la BD Historique et prix de la Ville de Bruxelles pour Le Faux Soir (avec Denis Lapière et Daniel Couvreur)[18].